# A Killer Among Us
A Killer Among Us è uno split EP dei gruppi musicali svedesi The Hives e The Pricks, pubblicato nel 1998.

## Tracce
The Hives
1. Punkrock City Morning
2. Gninrom Ytic Kcorknup
3. Numbers (The Adicts)

The Pricks
1. Butthole City
2. Beaty Expert
3. I Don't Need Your School